# Kent (Minnesota)
Kent es una ciudad ubicada en el condado de Wilkin en el estado estadounidense de Minnesota. En el Censo de 2010 tenía una población de 81 habitantes y una densidad poblacional de 164,6 personas por km².

## Geografía
Kent se encuentra ubicada en las coordenadas 46°26′15″N 96°41′00″O / 46.43750, -96.68333. Según la Oficina del Censo de los Estados Unidos, Kent tiene una superficie total de 0.49 km², de la cual 0.49 km² corresponden a tierra firme y (0%) 0 km² es agua.

## Demografía
Según el censo de 2010, había 81 personas residiendo en Kent. La densidad de población era de 164,6 hab./km². De los 81 habitantes, Kent estaba compuesto por el 100% blancos, el 0% eran afroamericanos, el 0% eran amerindios, el 0% eran asiáticos, el 0% eran isleños del Pacífico, el 0% eran de otras razas y el 0% pertenecían a dos o más razas. Del total de la población el 0% eran hispanos o latinos de cualquier raza.

### Evolución demográfica
| 1910 | 1920 | 1930 | 1940 | 1950 | 1960 | 1970 | 1980 | 1990 | 2000 | 2010 | est. 2015 |
| ---- | ---- | ---- | ---- | ---- | ---- | ---- | ---- | ---- | ---- | ---- | --------- |
| 238  | 150  | 137  | 146  | 178  | 134  | 139  | 121  | 131  | 120  | 81   | 79        |

## Localidades adyacentes
El diagrama siguiente presenta las localidades en un  radio de 20 km alrededor de Kent.